# Eristalinus exophthalmus
Eristalinus exophthalmus är en tvåvingeart som först beskrevs av Keiser 1971.  Eristalinus exophthalmus ingår i släktet slamflugor, och familjen blomflugor.
Artens utbredningsområde är Madagaskar. Inga underarter finns listade i Catalogue of Life.